# 景寧文廟
景寧文廟（けいねいぶんびょう）は、中華人民共和国浙江省麗水市景寧シェ族自治県鶴渓街道に位置する孔子廟。

## 歴史
景寧文廟は明の景泰3年（1452年）に建立された。当時は貫道書院と称した。崇禎14年（1641年）、城北承恩門外の石印山麓に移転した。
清の乾隆21年（1756年）、城東春華門外の敬山宮の左側に移転した。道光27年（1847年）現在地に移転した。
2017年1月、浙江省人民政府は文廟を浙江省文物保護単位に認定した。

## 建築物
万仞宮墻、義路、欞星門、戟門、泮橋、泮池、大成殿